# Encentrum permolle
Encentrum permolle är en hjuldjursart som först beskrevs av Gosse 1886.  Encentrum permolle ingår i släktet Encentrum och familjen Dicranophoridae. Inga underarter finns listade i Catalogue of Life.